# Mistrzostwa Azji w Rugby 7 Kobiet 2000
Mistrzostwa Azji w Rugby 7 Kobiet 2000 – pierwsze mistrzostwa Azji w rugby 7 kobiet, oficjalne międzynarodowe zawody rugby 7 o randze mistrzostw kontynentu organizowane przez ARFU mające na celu wyłonienie najlepszej żeńskiej reprezentacji narodowej w tej dyscyplinie sportu w Azji, które odbyły się w dniach 23–24 marca 2000 roku na Hong Kong Stadium.
Zawody odbyły się w ramach turnieju Hong Kong Women's Sevens rozgrywanego razem z Hong Kong Sevens 2000. Była to inauguracyjna edycja mistrzostw, zaś sam turniej Hong Kong Women's Sevens z udziałem również pozazjatyckich zespołów został rozegrany po raz trzeci. Zawody te, jako pierwsze żeńskie w historii, otrzymały dofinansowanie ze strony IRB w wysokości 15 000 GBP.
Spośród dwunastu ówczesnych członków ARFU dziewięć prowadziło żeńskie zespoły, na turnieju stawiło się jednak sześć reprezentacji – Hongkong, Japonia, Kazachstan, Singapur, Tajlandia i Zatoka Perska – Chiny, Chińskie Tajpej oraz Korea Południowa odrzuciły natomiast zaproszenie. Zostały one podzielone po trzy i przydzielone do  dwóch grup obejmujących również po trzy zespoły pozaazjatyckie. Zawody były rozgrywane systemem kołowym, zaś finał mistrzostw Azji rozegrał się pomiędzy najlepszymi azjatyckimi zespołami z obu grup.
Mistrzem Azji został Kazachstan, który w meczu najlepszych azjatyckich zespołów (będącym jednocześnie jednym z półfinałów o 5. miejsce całych zawodów) pokonał 41:0 reprezentację Hongkongu.

## Faza grupowa
Częściowe wyniki fazy grupowej:
- Hongkong 22:5 Zatoka Perska
- Hongkong 12:12 Walia
- Hongkong 0:62 Nowa Zelandia
- Hongkong 12:19 Samoa

## Faza pucharowa
Wyniki fazy pucharowej.

### Cup + Plate
|  |                   |                   |           |               |    |               |               |       |
|  | Półfinał          | Półfinał          | Półfinał  |               |    | Finał         | Finał         | Finał |
|  | Półfinał          | Półfinał          | Półfinał  |               |    | Finał         | Finał         | Finał |
|  | 24 marca 2000     |                   |           |               |    |               |               |       |
|  |                   |                   |           |               |    |               |               |       |
|  | Nowa Zelandia     | Nowa Zelandia     | 17        |               |    |               |               |       |
|  | Nowa Zelandia     | Nowa Zelandia     | 17        | 24 marca 2000 |    |               |               |       |
|  | Stany Zjednoczone | Stany Zjednoczone | 10        |               |    |               |               |       |
|  | Stany Zjednoczone | Stany Zjednoczone | 10        |               |    | Nowa Zelandia | Nowa Zelandia | 36    |
|  | 24 marca 2000     |                   |           |               |    | Nowa Zelandia | Nowa Zelandia | 36    |
|  |                   |                   | Australia | Australia     | 10 |               |               |       |
|  | Australia         | Australia         | Australia | Australia     | 10 | 26            |               |       |
|  | Australia         | Australia         |           |               |    |               |               |       |
|  | Samoa             | Samoa             | 10        |               |    |               |               |       |
|  | Samoa             | Samoa             | 10        |               |    |               |               |       |

|  |               |            |            |               |    |          |          |       |
|  | Półfinał      | Półfinał   | Półfinał   |               |    | Finał    | Finał    | Finał |
|  | Półfinał      | Półfinał   | Półfinał   |               |    | Finał    | Finał    | Finał |
|  | 24 marca 2000 |            |            |               |    |          |          |       |
|  |               |            |            |               |    |          |          |       |
|  | Holandia      | Holandia   | 12         |               |    |          |          |       |
|  | Holandia      | Holandia   | 12         | 24 marca 2000 |    |          |          |       |
|  | Walia         | Walia      | 7          |               |    |          |          |       |
|  | Walia         | Walia      | 7          |               |    | Holandia | Holandia | 7     |
|  | 24 marca 2000 |            |            |               |    | Holandia | Holandia | 7     |
|  |               |            | Kazachstan | Kazachstan    | 20 |          |          |       |
|  | Kazachstan    | Kazachstan | Kazachstan | Kazachstan    | 20 | 46       |          |       |
|  | Kazachstan    | Kazachstan |            |               |    |          |          |       |
|  | Hongkong      | Hongkong   | 0          |               |    |          |          |       |
|  | Hongkong      | Hongkong   | 0          |               |    |          |          |       |

### Bowl
|  |               |               |          |               |    |          |          |       |
|  | Półfinał      | Półfinał      | Półfinał |               |    | Finał    | Finał    | Finał |
|  | Półfinał      | Półfinał      | Półfinał |               |    | Finał    | Finał    | Finał |
|  | 24 marca 2000 |               |          |               |    |          |          |       |
|  |               |               |          |               |    |          |          |       |
|  | Singapur      | Singapur      | 19       |               |    |          |          |       |
|  | Singapur      | Singapur      | 19       | 24 marca 2000 |    |          |          |       |
|  | Tajlandia     | Tajlandia     | 0        |               |    |          |          |       |
|  | Tajlandia     | Tajlandia     | 0        |               |    | Singapur | Singapur | 36    |
|  | 24 marca 2000 |               |          |               |    | Singapur | Singapur | 36    |
|  |               |               | Japonia  | Japonia       | 10 |          |          |       |
|  | Japonia       | Japonia       | Japonia  | Japonia       | 10 | 46       |          |       |
|  | Japonia       | Japonia       |          |               |    |          |          |       |
|  | Zatoka Perska | Zatoka Perska | 0        |               |    |          |          |       |
|  | Zatoka Perska | Zatoka Perska | 0        |               |    |          |          |       |

## Klasyfikacja końcowa
| Miejsce | Reprezentacja     |
| ------- | ----------------- |
| 1       | Nowa Zelandia     |
| 2       | Australia         |
| 3       | Samoa             |
| =       | Stany Zjednoczone |
| 5       | Kazachstan        |
| 6       | Holandia          |
| 7       | Hongkong          |
| =       | Walia             |
| 9       | Singapur          |
| 10      | Japonia           |
| 11      | Tajlandia         |
| =       | Zatoka Perska     |